# Yūzō Kurihara
Yūzō Kurihara (jap. 栗原勇蔵 Kurihara Yūzō; ur. 18 września 1983 w Jokohamie) – japoński piłkarz..

## Kariera klubowa
Od 2002 roku gra w zespole Yokohama F. Marinos.

## Kariera reprezentacyjna
Karierę reprezentacyjną rozpoczął w 2006 roku. Karierę reprezentacyjną zakończył w 2013 roku. W sumie w reprezentacji wystąpił w 20 spotkaniach. Został powołany na Puchar Konfederacji w piłce nożnej 2013.